# Marinskijpalatset
Marinskijpalatset (ukrainska: Маріїнський палац) är ett slott i Kiev, ritat av Bartolomeo Rastrelli i barockstil på begäran av tsarinnan Elisabet av Ryssland för greve Kirill Razumovskij 1744. Byggandet av slottet avslutades 1752.

## Historik
Palatset var det officiella residenset för den kejserliga generalguvernören i Kiev. Katarina den stora bodde tillfälligt i palatset under sin resa till Krim 1787. Från maj 1916 till april 1917 bodde Nikolaj II:s mor, änkekejsarinnan Maria Fjodorovna, i palatset.
Under andra världskriget bombades slottet och skadades allvarligt. Slottet återuppbyggdes mellan 1945 och 1949 och genomgick en omfattande renovering åren 1979–1982 enligt de ritningar som godkänts av Rastrelli. 
I dag används det för olika ceremoniella ändamål, som vid besök av utrikes stats- och regeringschefer. 

## Galleri

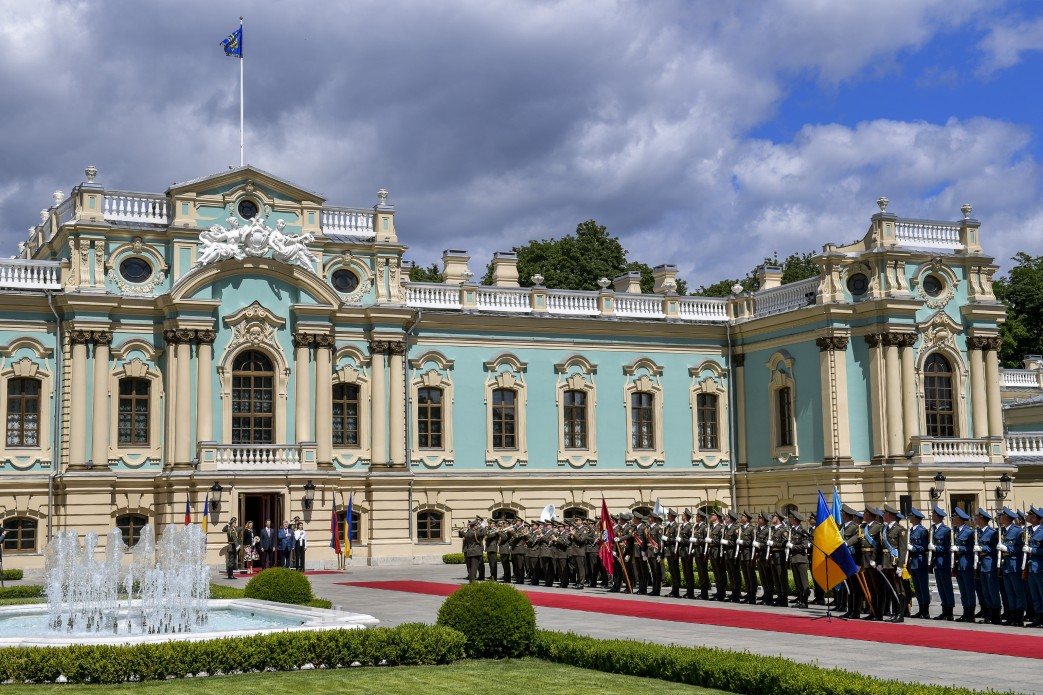
Officiellt statsbesök av Alois av Liechtenstein vid Marinskijpalatset 2018.
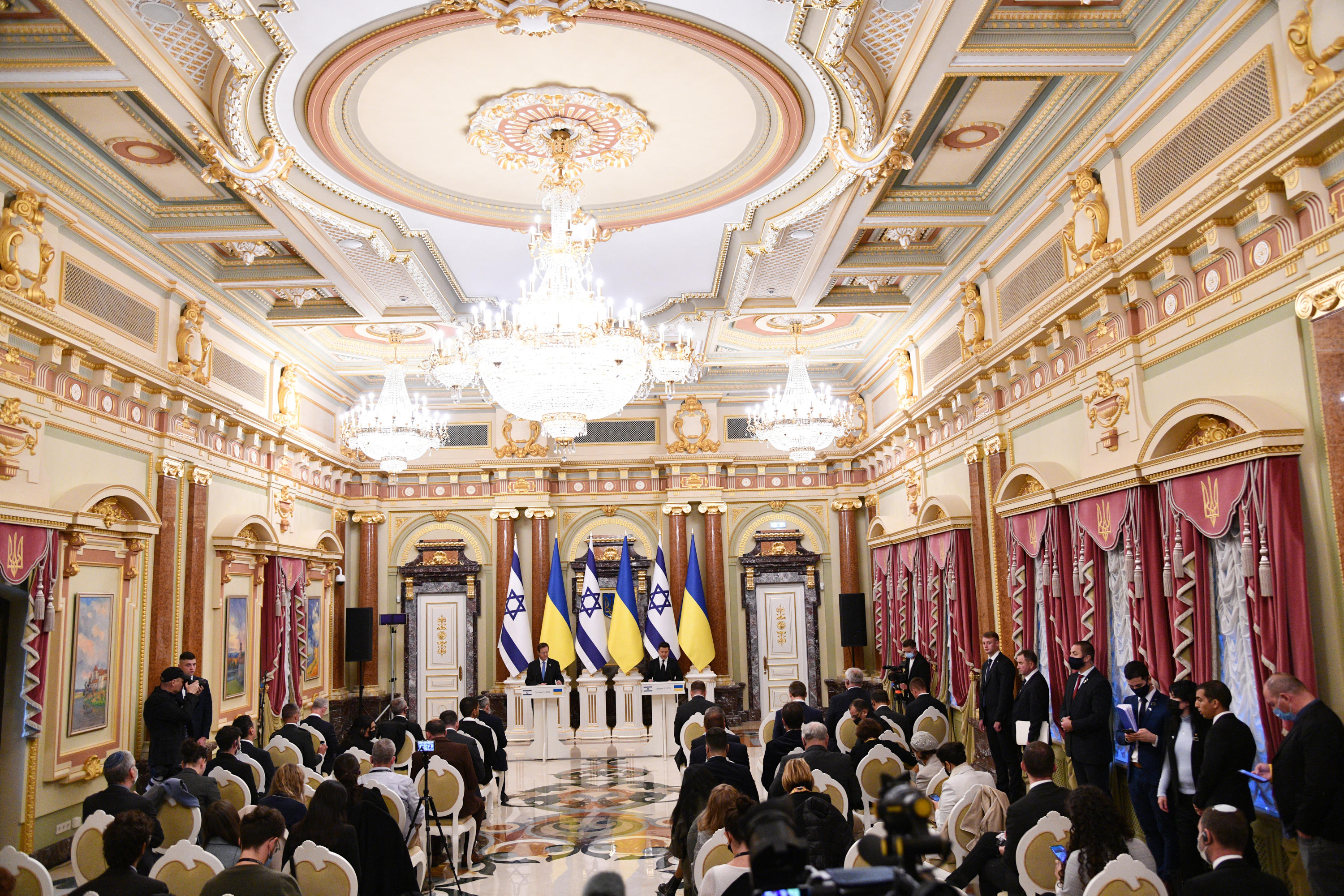
Isaac Herzog state visit to Ukraine, October 2021 (GPOHA1 3306)